# Бюхен
Бюхен (нем. Büchen) — община в Германии, в земле Шлезвиг-Гольштейн. 
Входит в состав района Герцогство Лауэнбург. Подчиняется управлению Бюхен.  Население составляет 5614 человек (на 31 декабря 2010 года). Занимает площадь 16,85 км².